# Resolución 702 del Consejo de Seguridad de las Naciones Unidas
La resolución 702 del Consejo de Seguridad de las Naciones Unidas, adoptada sin votación el 8 de agosto de 1991, después de examinar separadamente las solicitudes de la República Democrática Popular de Corea (Corea del Norte) y la República de Corea (Corea del Sur) para la membresía en las Naciones Unidas, el Consejo recomendó a la Asamblea General que tanto Corea del Norte como Corea del Sur fuesen admitidas.
El 17 de septiembre del mismo año la Asamblea General admitió a ambos países en la resolución 46/1.